# Kajajkut
Kajajkut ou Kachachkut (en arménien Կաճաճկուտ ) est une communauté rurale du marz de Lorri en Arménie. En 2008, elle compte 462 habitants.